# 風車小屋だより

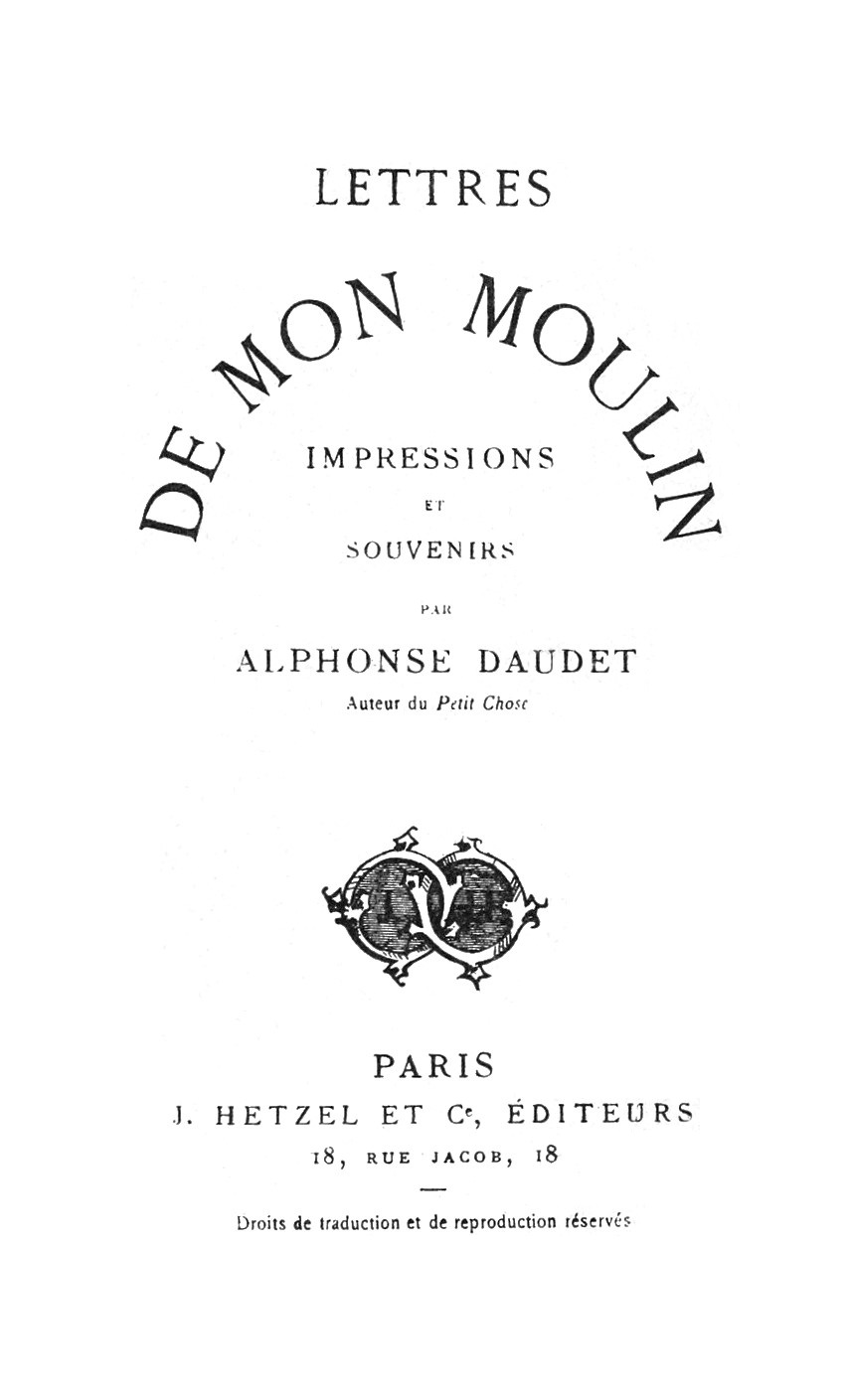

『風車小屋だより』（ふうしゃごやだより、仏: Lettres de mon moulin ）は、フランスの小説家アルフォンス・ドーデの30編からなる短編集である。その第7話「アルルの女」 （仏: L'Arlésienne）が、同名の有名な戯曲の原作小説に当たる。この中に含まれるいくつかの短編は、すでに1865年頃に『フィガロ』紙や『L'Evénement』紙などの新聞や雑誌に発表されているが、短編集としての完全版の初版は1869年に出版された。
すべてのストーリーは、パリから既にプロヴァンスに居を移していた作者自身が、最初に語り手としてパリの読者に語りかける場面から始まり、プロヴァンスにおける彼の新しい生活や、コルシカとフランス領アルジェリアへの旅についての、田園的な短い物語を語るという形式を採っている。気楽な、そして少々からかい半分の外見で、ストーリーは南フランスの日常生活からプロヴァンスの民話に至り、プロヴァンスの職業や動物相の特色についての言及がしばしば特徴的である。
この作品は、時にドーデの最も重要な作品と考えられており、それが描き出す地方文化の描写ゆえに、多くのフランス人に、特に南部地方で、愛されている。

## 収録作
日本語題は岩波文庫版に拠った。
- 序（Avant-propos）

ドーデはプロヴァンスの風車小屋を買い取った。
- 居を構える（Installation）

風車小屋に住まう。中からうさぎやふくろうや、動物たちが登場。
- ボーケールの乗合馬車（La Diligence de Beaucaire）

乗合馬車での会話。研屋の妻は、半年ごとに男をこしらえる。
- コルニーユ親方の秘密（Le Secret de maître Cornille）

コルニーユ親方は風車を使う製粉業。しかし蒸気製粉業に押されて、親方のところに持ち込まれる小麦が減っていき．．．
- スガンさんのやぎ（La Chèvre de monsieur Seguin）

スガンさんのやぎは自由を求めて逃げ出した。しかし日が暮れて、狼が襲ってくる。
- 星（Les Étoiles）

羊飼いの山小屋に、主家のお嬢さんが使いにやってきた。お嬢さんは帰る途中で、川で溺れかかり．．
- アルルの女（L'Arlésienne）

名家の息子ジャンは、アルルで会った女を忘れられない。しかし彼女は他の男の情婦だった。
- 法王のらば（La Mule du pape）

法王のらばは、いたずら者のティステにからかわれ、塔の上に登らされた。らばは復讐の機会を待つ。
- サンギネールの灯台（Le Phare des sanguinaires）

著者はプロバンスに来る前、サンギネールの灯台に住み、１日海を見てすごした。
- セミヤント号の最後（L'Agonie de la Sémillante）

セミヤント号が嵐と霧で難破。乗っていた600人は、みんな即死で発見された。
- 税関吏（Les Douaniers）

税関の小船で働く税関吏が熱病にかかった。医者を呼ぶのも容易でない。
- キュキュニャンの司祭（Le Curé de Cucugnan）

キュキュニャンの司祭は夢を見た。そこの住人は死後みんな地獄にいた。
- 老人（Les Vieux）

友モーリスから手紙が来た。彼の祖父母に会いに行ってほしいという。それで貧乏な老夫婦と1日をすごす。
- 散文の幻想詩(バラッド)（Ballades en prose）

王太子の死（La mort du Dauphin）
幼い王太子はまもなく病死する。王太子は、別の人が代わりに死んでくれないかと司祭に願う。
野原の郡長殿（Le Sous-préfet aux champs）
郡長殿は集会での挨拶を考え、かしの林に入る。挨拶を作るのがいやになり、詩を作りはじめる。
- ビクシウの紙入れ（Le Portefeuille de Bixiou）

元漫画家のビクシウが来た。彼は硫酸で目を焼き、盲目になっていた。
- 黄金(きん)の脳みそを持った男の話（La Légende de l'homme à la cervelle d'or）

黄金の脳みそを持った男は、それが周囲に知られ、脳を取られていき．．
- 詩人ミストラル（Le Poète Mistral）

詩人ミストラルの家に行く。彼は百姓の子だが、プロヴァンス語を復興した。
- 三つの読唱ミサ（Les Trois Messes basses）

クリスマスイブはごちそうだ。早く食べたいバラゲール僧正は、ミサを大急ぎですっとばす。
- みかん（Les Oranges）

みかんを理解するには地中海の原産地に行かねばならない。アルジェリアやコルシカ島のみかんの思い出。
- 二軒の宿屋（Les Deux Auberges）

ニームからの帰り道、2軒の宿屋があった。1軒は盛況で、1軒はさびれている。著者は後者に宿泊。
- ミリアナで（À Milianah）

アルジェリアのミリアナで、王族シドマールの店を訪問。シドマールは人々に尊敬され、争いごとの裁判官にされている。
- ばった（Les Sauterelles）

アルジェリアの農場がばったに襲われる。ばったが去ったあとは何もない。
- ゴーシェー神父の保命酒（L'Élixir du révérend père Gaucher）

ゴーシェー神父は教会の収入源に酒を作る。できあがりの確認には味見が必要で、彼は酔っ払わねばならない。
- カマルグ紀行（En Camargue）

出発／小屋／エスペール（待伏せ場）にて／赤と白／ヴァカレスの湖
近隣の人といっしょにローヌ川のカマルグへ行き、かも猟をする。
- 兵舎なつかし（Nostalgies de caserne）

ピストレ鼓手が太鼓をたたき、兵舎をなつかしむ。私もパリに帰ろう。

## 派生作品
戯曲『アルルの女』は、1872年にドーデ自身が原作小説を3幕の戯曲として脚本化したものであり、ジョルジュ・ビゼーによる付随音楽とともに名高い。1942年にマルク・アレグレ監督によって映画化もされている（ビゼーの音楽が使われている。ポール・パレー指揮のモンテカルロ劇場管弦楽団・合唱団による演奏がサントラを担当している他、映画の冒頭で前奏曲の演奏が流れる。マルセル・アシャールによって台詞に手が加えられている。仏製DVD有り）。また、ローラン・プティの振付けでバレエにもなっている。
1954年にはマルセル・パニョル監督により、本短編集の3つのストーリー、「三つのミサ」（Les Trois Messes basses, The Three Low Masses、第18話）、 「ゴーシェ神父の養命酒」（The Elixir of Father Gaucher、第23話）および「コルニーユ親方の秘密」（The Secret Of Master Cornille、第4話）から構成されるフランス語の映画（Les Lettres de mon moulin）が作成されている（日本未公開）。
「スガンさんのやぎ」は、海外でも日本でも度々絵本の原作として取り上げられている。日本では、日本オリジナル版と、海外版の邦訳版が複数出版されており、恐らく、本短編集のストーリーの中では、「アルルの女」と並んで最も広く知られた作品であろう。

## 日本語訳
- 『風車小屋からの便り』木村太郎訳註 白水社 仏蘭西文学訳註叢書 1929
- 『風車小屋だより』桜田佐訳 岩波文庫 1932、改版1958、再改版2021.7
- 『風車小屋便り』村上菊一郎訳 新潮文庫 1951
- 『風車小屋だより』大西克和訳 角川文庫 1957
- 『風車小屋だより』大久保和郎訳 旺文社文庫 1967
- 『風車小屋便り』榊原晃三訳 春陽堂少年少女文庫 1977
- 『風車小屋だより』辻昶訳 国土社 1977